# Hjulsjön, Västergötland
Hjulsjön är en sjö i Alingsås kommun i Västergötland och ingår i Göta älvs huvudavrinningsområde. Sjön har en area på 0,136 kvadratkilometer och ligger 124,2 meter över havet. Sjön avvattnas av vattendraget Hjulån.

## Delavrinningsområde
Hjulsjön ingår i det delavrinningsområde (641702-130750) som SMHI kallar för Mynnar i Ömmern. Medelhöjden är 157 meter över havet och ytan är 1,01 kvadratkilometer. Räknas de 2 avrinningsområdena uppströms in blir den ackumulerade arean 19,88 kvadratkilometer. Hjulån som avvattnar avrinningsområdet har biflödesordning 4, vilket innebär att vattnet flödar genom totalt 4 vattendrag innan det når havet efter 52 kilometer. Avrinningsområdet består mestadels av skog (85 procent). Avrinningsområdet har 0,14 kvadratkilometer vattenytor vilket ger det en sjöprocent på 13,4 procent.